# هيلين فيتا
هيلين فيتا هي مغنية وممثلة سويسرية، ولدت في 7 أغسطس 1928 في ألمانيا، وتوفيت في 16 فبراير 2001 ببرلين في ألمانيا بسبب سرطان.

## أعمال

### أفلام
- (1972) ملهى

## وصلات خارجية
- هيلين فيتا على موقع IMDb (الإنجليزية)
- هيلين فيتا على موقع مونزينجر (الألمانية)
- هيلين فيتا على موقع ألو سيني (الفرنسية)
- هيلين فيتا على موقع ميوزك برينز (الإنجليزية)
- هيلين فيتا على موقع أول موفي (الإنجليزية)
- هيلين فيتا على موقع قاعدة بيانات الأفلام السويدية (السويدية)
- هيلين فيتا على موقع ديسكوغز (الإنجليزية)
- هيلين فيتا على موقع قاعدة بيانات الفيلم (الإنجليزية)
- هيلين فيتا على موقع كينوبويسك (الروسية)